# 일직점곡로
일직점곡로(Iljikjeomgok-ro)는 대한민국의 경상북도 안동시 일직면에서 시작하여, 의성군 점곡면을 거쳐 연결하는 도로이다.

## 노선 경로
| 이름           | 접속 노선               | 소재지                        | 소재지   | 비고 |
| -------------- | ----------------------- | ----------------------------- | -------- | ---- |
| 마호교차로     | 국도 제5호선 (경북대로) | 안동시                        | 일직면   |      |
| 귀마교(안망천) |                         | 안동시                        | 일직면   |      |
| 팽목삼거리     | 고운사길                | 안동시                        | 일직면   |      |
| 팽목교(안망천) |                         | 안동시                        | 일직면   |      |
|                | 의성군                  | 단촌면                        |          |      |
| 신기삼거리     | 의성군                  | 단촌면                        | 고운사길 |      |
| 후평삼거리     | 의성군                  | 단촌면                        | 고운길   |      |
| 사촌교(사촌천) | 의성군                  | 단촌면                        |          |      |
| 사촌삼거리     | 의성군                  | 점곡길                        | 점곡면   |      |
| 점곡교(마천)   | 의성군                  |                               | 점곡면   |      |
| 윤암삼거리     | 의성군                  | 지방도 제914호선 (의성길안로) | 점곡면   |      |

## 관할 구역
- 경상북도
  - 안동시 - 의성군